# HD 45229
HD45229 — хімічно пекулярна зоря спектрального класу A1, що має видиму зоряну величину в смузі V приблизно  5,6.
Вона  розташована на відстані близько 164,1 світлових років від Сонця.